# Ràtzia de 815
La ràtzia de 815 fou una campanya militar andalusina contra el Comtat de Barcelona.

## Desenvolupament de la campanya i fets posteriors
Fracassada la conquesta de Turtusha, els francs i els sarraïns firmaren una treva l'any 812. Durà poc temps i l'any 815 Ubayd Allah Abu Marwan atacà el comtat de Barcelona amb la intenció de prendre la capital, perquè anava equipat amb maquinària de setge. El comte Berà va fer fracassar l'atac amb les seves pròpies forces i sense el suport franc.
El novembre del 816 el valí de Saragossa va viatjar a Aquisgrà per renovar la treva, car Al-Hàkam I tenia una problemàtica política més complicada que la que representava la ciutat de Barcelona amb les revoltes a la capital, la resistència muladí i amaziga, la resistència d'Alfons el Cast a Astúries i la seva delicada salut. La treva fou acordada el febrer del 817, per altres tres anys.